# Homalanthus
Homalanthus là một chi thực vật có hoa trong họ Đại kích

## Loài
Chi này gồm các loài sau:
- Homalanthus acuminatus
- Homalanthus arfakiensis
- Homalanthus caloneurus
- Homalanthus ebracteatua
- Homalanthus fastuosus
- Homalanthus giganteus
- Homalanthus grandifolius
- Homalanthus longipes
- Homalanthus longistylus
- Homalanthus macradenius
- Homalanthus nervosus
- Homalanthus novoguineensis
- Homalanthus nutans
- Homalanthus polyadenius
- Homalanthus polyandrus
- Homalanthus populifolius
- Homalanthus populneus
- Homalanthus remotus
- Homalanthus repandus
- Homalanthus schlechteri
- Homalanthus stillingifolius
- Homalanthus stokesii
- Homalanthus trivalvis